# Société internationale de sauvetage du Léman
Die Société Internationale de Sauvetage du Léman (SISL) (deutsch etwa: Internationale Gesellschaft zur Rettung auf dem Genfersee) ist eine schweizerisch-französische Vereinigung zur Wasserrettung auf dem Genfersee (französisch Lac Léman). Die Non-Profit-Organisation hat rund 2200 Mitglieder, von denen etwa 40 % auch aktiv an der Rettung oder der Ausbildung beteiligt sind. Die 1885 gegründete Organisation betreibt rund um den See, auf dem rund 19'000 Schiffe zugelassen sind, Rettungsstationen, um im Notfall möglichst schnell helfen zu können. Die Rettungseinheiten sind jederzeit in Alarmbereitschaft. Die Alarmierung erfolgt über die Notrufzentralen oder während der Saison auch über Kanal 16.
Die SISL besteht aus 34 Sektionen rund um den See, 26 in der Schweiz und 8 in Frankreich. Der Hauptsitz des Verbandes ist in Clarens.

## Geschichte
Schon vor der Gründung der SISL existierten am Genfersee lokal Rettungstrupps. 1861 veranlasste der Visionär Jean-Jacques Mercier in Ouchy bei Lausanne die Gründung eines Rettungstrupps, zusammen mit dem Ausbau des Hafens und seinem neuen Hotel Beau-Rivage. 1863 wurde ein Verein zur Wasserrettung von Einwohnern von Vevey und La Tour-de-Peilz gegründet. Die Gemeinde La Tour-de-Peilz stellte 25 Franc für den Bau eines Rettungsbootes zur Verfügung. 1874 teilte sich diese in zwei unabhängige Gesellschaften auf und Tour-de-Peilz konnte sich dank Spenden auch ein neues Ruderboot für 8 Mann leisten. Die engagierten Retter in Vevey bekamen ebenfalls Unterstützung von öffentlicher Hand, indem ihnen jedes Mal, wenn sie zu einem Einsatz gerufen werden, 1 Franken und 50 Rappen pro Mann zugesichert wurde.
In Genf wurde eine erste Rettungsorganisation 1880 durch Joseph Mégemond gegründet. Mégemond war Kapitän auf dem Genfersee und ausserdem ein ausgezeichneter Schwimmer, der als Lebensretter bekannt war. Aus unklaren Gründen – Mégemont war möglicherweise kein guter Organisator – nahm seine Organisation die Arbeit nicht richtig auf. Erst nachdem bei einer Kollision zweier Genferseeschiffe zwölf Personen ertranken, konnte Mégemont William Huber-Saladin davon überzeugen, ihm bei der Belebung seiner Rettungsgesellschaft zu helfen.
1885 wurde die SISL durch den Schweizer Oberst William Huber-Saladin aus Genf gegründet. Die erste Versammlung fand am 21. Juni 1885 in Nyon statt. Er nahm sich dafür die französische Société Nationale de Sauvetage en Mer zum Vorbild. Zunächst stand die Unternehmung unter einem schlechten Stern, denn die bestehenden Sektionen von Vevey und La Tour wollten sich nicht in eine von Genf kontrollierte Gesellschaft einbinden lassen und hielten die neue Organisation für überflüssig. Im Gegensatz dazu kam aus Paris grosse Unterstützung: Der dortige Präsident sicherte der neuen Organisation die Lieferung von Rettungsmaterial (unter anderem Leinenwurfgeräte) zu. Am 6. September 1885 Jahres gab sich die Organisation bei einer weiteren Versammlung in Thonon-les-Bains die ersten Statuten. Diese Versammlungen bildeten die Grundlage für den grenzüberschreitenden Zusammenschluss. In der Folge werden die ersten sechs Sektionen gegründet, die sich aber erst noch formieren und ausrüsten mussten.
Der Start war dementsprechend harzig. Mégemond starb im darauffolgenden Jahr, viele Mitglieder waren auch nicht uneingeschränkt bereit, sowohl grosse Teile ihrer Freizeit als auch stattliche Mitgliederbeiträge für die Rettung Dritter einzusetzen. Es kostete damals in Genf zwischen 5 und 15 Franken, in die Gesellschaft einzutreten und 1 Franken pro Monat um ihr weiterhin anzugehören – damals durchaus stattliche Summen. Durch geschickte Verhandlungen und Neubesetzung wichtiger Führungspositionen in den Sektionen gelingt die Erhaltung der Sektionen und ihre Zahl steigt. Huber-Saladin erreicht auch weiterhin reiche und einflussreiche Leute wie Ami Chessex mit seinen Anliegen. Er ist auch immer für originelle Ideen zur Unterhaltung der Mitglieder zu haben.
Bei der Generalversammlung von 1888 findet erstmals ein Ruderwettrennen statt. Die Boote sollen jeweils zwei „Schiffbrüchige“ an Bord nehmen und eine Strecke von 1,2 km zurücklegen. Vier Gruppen nehmen teil. Die Veranstaltung ist ein so grosser öffentlicher Erfolg, dass sie fortan regelmässig wiederholt werden soll. Dies stellt das Zentralkomitee aber vor neue Herausforderungen, denn jetzt müssen eindeutige Regeln für die Wettfahrten und die Boote vereinbart werden, was sich über mehrere Jahre hinzieht.
Die einzelnen Sektionen verwendeten Ruderrettungsboote für ihre Einsätze. Solche wurden im 20. Jahrhundert nach und nach durch Motorboote ersetzt oder zumindest wurden die bestehenden Boote motorisiert. Teilweise wurden aber noch 1957 Ruderboote für Einsätze bemannt.

## Organisation

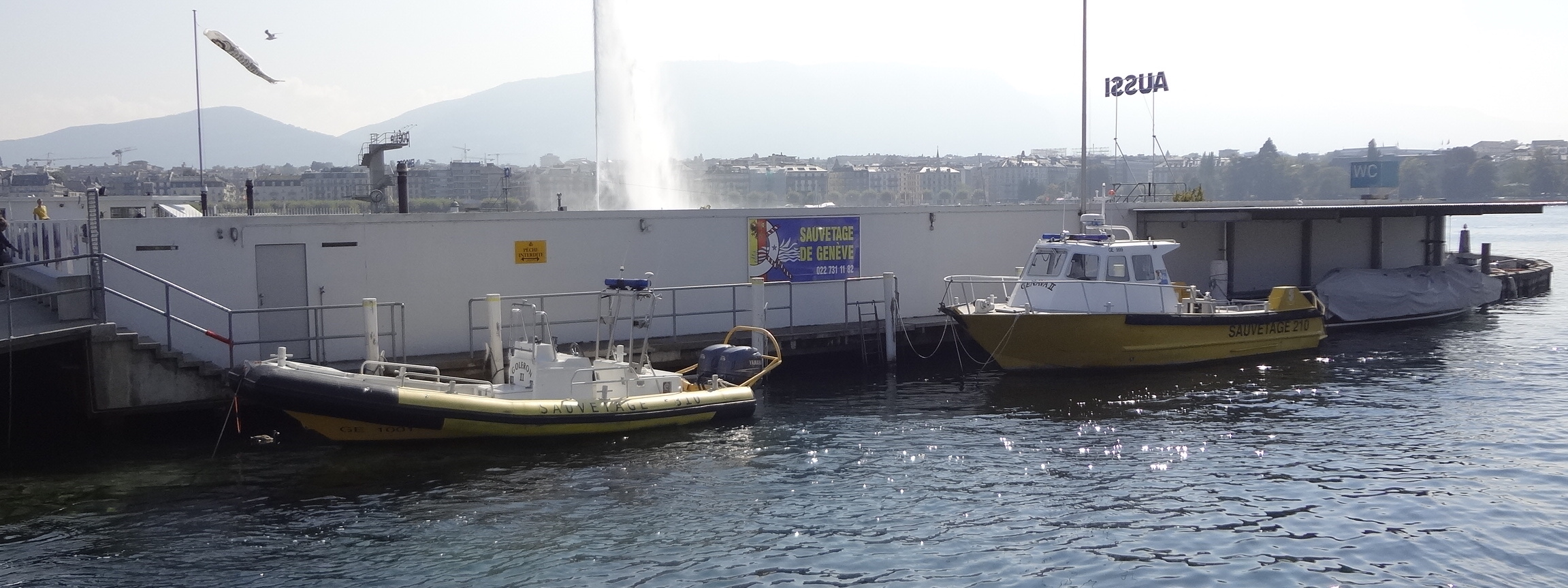
Die beiden Rettungsboote der Sektion Genf vor dem Jet d’eau

Jede der 34 Sektionen der SISL ist ein eigenständiger Verein. Die Vereine organisieren sich autonom, sowohl in Bezug auf ihr Budget als auch bezüglich ihrer Boote und Ausrüstung. Deswegen ist die Flotte der Rettungsboote auf dem Genfersee uneinheitlich. Jede Sektion besitzt mindestens ein Rettungsboot, ausgerüstet mit Blaulichtern und manchmal auch Sirenen. Zudem besitzt jede Sektion ein Ruderboot, diese werden heute aber nicht mehr zur Rettung eingesetzt, sondern dienen folkloristischen Zwecken oder zur körperlichen Ertüchtigung.
Während einige Sektionen von Beiträgen der jeweiligen Gemeinden oder Regionen profitieren können, sind andere vollständig auf Spenden angewiesen.
Die Retter der SISL üben regelmässig für ihre Einsätze, auch zusammen mit Feuerwehr und Polizei, auf Schweizer und französischer Seite. Grosse Übungen finden mindestens alle zwei Jahre statt und beschäftigen Einheiten von Polizei, SISL, Feuerwehr und Grenzwache.

## Die Sektionen
Dies ist die Liste der derzeitigen Sektionen der SISL. Die Auflistung erfolgt im Uhrzeigersinn um den See herum, startend im Westen.
| Sektion                                         | Land               | Kanton/Département  | Rufzeichen           | Rettungsboote          | Ruderboot               |
| ----------------------------------------------- | ------------------ | ------------------- | -------------------- | ---------------------- | ----------------------- |
| Genf                                            | Schweiz            | Genf                | Lémano 10            | Lémano 210 / 310       | Servir                  |
| Bellevue-Genthod                                | Schweiz            | Genf                | Lémano 12            | Lémano 212 / 312       | Britannia III           |
| Versoix                                         | Schweiz            | Genf                | Lémano 13            | Lémano 213 / 313       | Versoix                 |
| Coppet                                          | Schweiz            | Waadt               | Lémano 14            | Lémano 214             | Madame de Staël         |
| Nyon                                            | Schweiz            | Waadt               | Lémano 15            | Lémano 215 / 315 / 415 | Thetys                  |
| Rolle VD                                        | Schweiz            | Waadt               | Lémano 16            | Lémano 216 / 316 / 416 | Général de la Harpe III |
| Saint-Prex                                      | Schweiz            | Waadt               | Lémano 17            | Lémano 217             | Beaufort                |
| Morges                                          | Schweiz            | Waadt               | Lémano 18            | Lémano 318 / 418       | Juste Lagier            |
| Ouchy                                           | Schweiz            | Waadt               | Lémano 19            | Lémano 219             | Étoile du Lac           |
| Pully                                           | Schweiz            | Waadt               | Lémano 21            | Lémano 221             | Qui Vive                |
| Lutry                                           | Schweiz            | Waadt               | Lémano 23            | Lémano 223             | Président Wilson        |
| Villette                                        | Schweiz            | Waadt               | Lémano 24            | Lémano 224             | Général Guisan          |
| Cully                                           | Schweiz            | Waadt               | Lémano 25            | Lémano 225             | Davel III               |
| Rivaz                                           | Schweiz            | Waadt               | Lémano 26            | Lémano 226             | Le Rat                  |
| Saint-Saphorin                                  | Schweiz            | Waadt               | Lémano 27            | Lémano 227             | Vedette II              |
| Vevey-Sentinelle                                | Schweiz            | Waadt               | Lémano 28            | Lémano 228             | Sentinelle III          |
| Vevey-Véteran                                   | Schweiz            | Waadt               | Lémano 29            | Lémano 229             | Vétéran IV              |
| La Tour-de-Peilz                                | Schweiz            | Waadt               | Lémano 30            | Lémano 230 / 330       | Le Doyen                |
| Clarens                                         | Schweiz            | Waadt               | Lémano 31            | Lémano 231 / 331       | Mon devoir              |
| Montreux                                        | Schweiz            | Waadt               | Lémano 32            | Lémano 232             | Vigie                   |
| Territet                                        | Schweiz            | Waadt               | Lémano 34            | Lémano 234 / 334       | Dame du Lac             |
| Villeneuve                                      | Schweiz            | Waadt               | Lémano 35            | Lémano 235             | Île de Peilz            |
| Bouveret                                        | Schweiz            | Wallis              | Lémano 36            | Lémano 236             | Colonel Huber II        |
| Saint-Gingolph VS/Saint-Gingolph (Haute-Savoie) | Schweiz/Frankreich | Wallis/Haute-Savoie | Lémano 37            | Lémano 237             | Etoile Bleue            |
| Bret-Locum                                      | Frankreich         | Haute-Savoie        | Sauvetage Bret-Locum | Unité Bret-Locum       | Perle du Lac            |
| Meillerie                                       | Frankreich         | Haute-Savoie        | Sauvetage Meillerie  | Vedette Maillerie      | Vigilant II             |
| Lugrin                                          | Frankreich         | Haute-Savoie        | Sauvetage Lugrin     | Unité Lugrin           | Le Mutin                |
| Evian                                           | Frankreich         | Haute-Savoie        | Sauvetage Evian      | Vedette Evian          | Brancovan III           |
| Amphion                                         | Frankreich         | Haute-Savoie        | Sauvetage Amphion    | Unité Amphion          | Anna de Noalles         |
| Thonon                                          | Frankreich         | Haute-Savoie        | Sauvetage Thonon     | Vedette Thonon         | Yoye                    |
| Sciez                                           | Frankreich         | Haute-Savoie        | Sauvetage Sciez      | Vedete Sciez           | Croix de Savoie         |
| Yvoire                                          | Frankreich         | Haute-Savoie        | Sauvetage Yvoire     | Vedette Yvoire         | Trait d’Union           |
| Hermance                                        | Schweiz            | Genf                | Lémano 47            | Lémano 247             | La Romande              |
| La Belotte-Bellerive                            | Schweiz            | Genf                | Lémano 48            | Lémano 248 / 348 / 548 | Monique                 |